# Hexanchorus thermarius
Hexanchorus thermarius is een keversoort uit de familie beekkevers (Elmidae). De wetenschappelijke naam van de soort werd in 1851 gepubliceerd door Charles Coquerel.